# Arenales de San Gregorio
Arenales de San Gregorio é um município da Espanha, na província de Cidade Real, comunidade autônoma de Castilla-La Mancha. Tem uma área de 31,19 km² com uma população de 728 habitantes (2008) e uma densidade populacional de 23,34 hab/km².
Desmembrou-se em 20 de fevereiro de 1999 do município de Campo de Criptana, ao qual historicamente pertencia, desde que foi criado como um assentamento rural, com o nome de Arenales de la Moscarda. Limita-se apenas com os municípios de Campo de Criptana, a noroeste e com Tomelloso, a sudeste. Situa-se muito próximo das localidades de: Alameda de Cervera, Pedro Muñoz e Alcázar de San Juan.

## História
Arenales de San Gregorio surgiu em meados do século XIX como um conjunto de hortas com suas correspondentes casas de campo pertencentes a Campo de Criptana. Já em 1845, Pascual Madoz fez referência a este lugar dizendo:
No censo de Campo de Criptana de 1860-1861 aparecem os habitantes do "Caserío de los Arenales" indicando que existem 33 casas e 123 habitantes. Em 1880 é registrado como colônia rural de Arenales de la Moscarda contando já com 165 habitantes naquele ano. Muitos dos colonos vieram atraídos pelo conjunto de privilégios concedidos por lei para as colônias agrícolas de Isabel II de 1868 (que durou até 1899 após a Guerra Hispano-Americana) como o "tributo de sangue" que isentava os colonos do serviço militar.
Em 1888, Arenales figura como uma aldeia nos registros do Instituto de Estatística de Ciudad Real e aparece como administrativamente dependente de Campo de Criptana. Em 1893 é então considerada como "Anexo na Paróquia" e Vicente Lara Espinosa se tornaria o primeiro alcaide da localidade.
Em 1956, a localidade muda de nome passando a chamar-se Arenales de San Gregorio (nome atual), rejeitando o antigo nome da Arenales de La Moscarda. Em 1991 é então considerada como uma entidade de âmbito territorial inferior a município (EATIM). Em 20 de fevereiro de 1999 alcança a independência e emancipação de Campo de Criptana tornando-se um município.

## Economia
A economia da localidade é baseada principalmente no setor primário. Predomina o cultivo da uva, mas também é importante a exploração da oliveira, para obter-se a azeitona ou o azeite a partir desta; os cereais, principalmente o trigo e a cevada e, o melão.
O setor secundário limita-se à cooperativa vitivinícola integrada na Denominación de Origen La Mancha. O setor de serviços consiste principalmente de bares e da exploração do turismo rural.

## Administração
| Mandato   | Nome do alcaide              | Partido político                     |
| --------- | ---------------------------- | ------------------------------------ |
| 1979–1983 | José Luis Martínez Escribano | Partido Socialista Operário Espanhol |
| 1983–1987 | José Luis Martínez Escribano | Partido Socialista Operário Espanhol |
| 1987–1991 | José Luis Martínez Escribano | Partido Socialista Operário Espanhol |
| 1991–1995 | José Luis Martínez Escribano | Partido Socialista Operário Espanhol |
| 1995–1999 | José Luis Martínez Escribano | Partido Socialista Operário Espanhol |
| 1999–2003 | José Luis Martínez Escribano | Partido Socialista Operário Espanhol |
| 2003–2007 | José Luis Martínez Escribano | Partido Socialista Operário Espanhol |
| 2007–2011 | Ángel Ortiz Jiménez          | Partido Popular                      |

## Demografia
| Variação demográfica do município entre 1996 e 2006 | Variação demográfica do município entre 1996 e 2006 | Variação demográfica do município entre 1996 e 2006 | Variação demográfica do município entre 1996 e 2006 |
| --------------------------------------------------- | --------------------------------------------------- | --------------------------------------------------- | --------------------------------------------------- |
| 1996                                                | 2001                                                | 2004                                                | 2006                                                |
| -                                                   | 637                                                 | 686                                                 | 713                                                 |

## Festas
- Santo Antônio: 6 de janeiro.
- Festa da constituição do município: 20 de fevereiro.
- Festas patronais: em homenagem a São Gregório Ostiense e à Imaculada Conceição. São celebradas em 9 de maio (festividade de São Gregório).
- Festas de agosto: 15 de agosto.

## Galeria

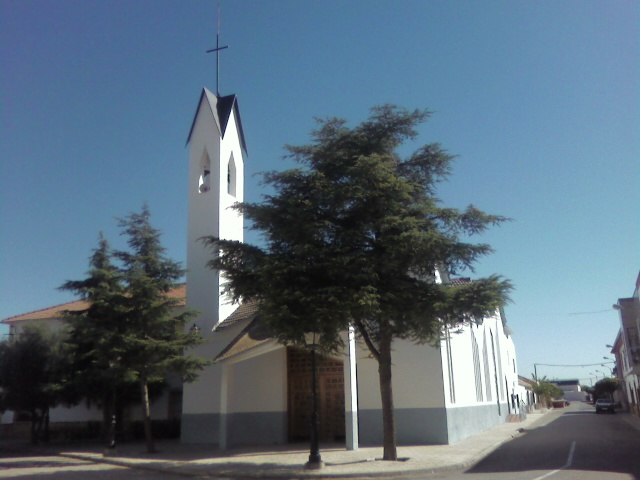
Igreja
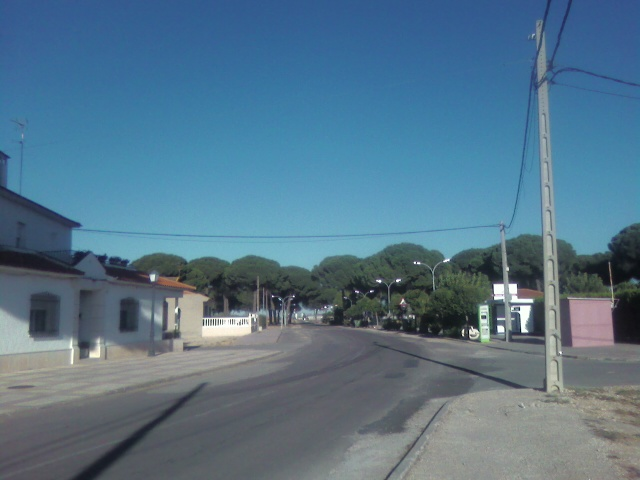
Rua
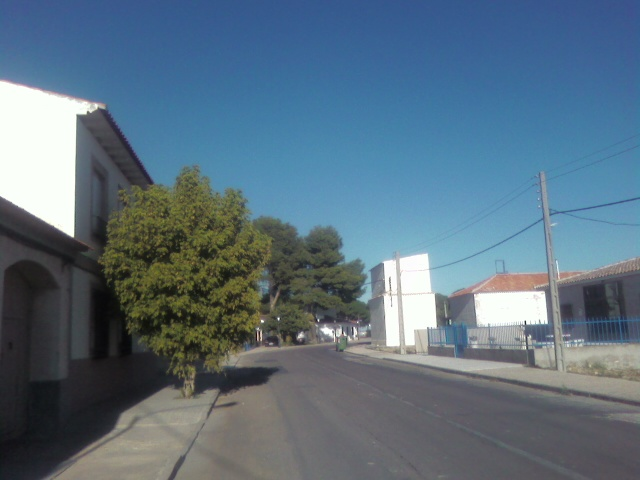
Rua
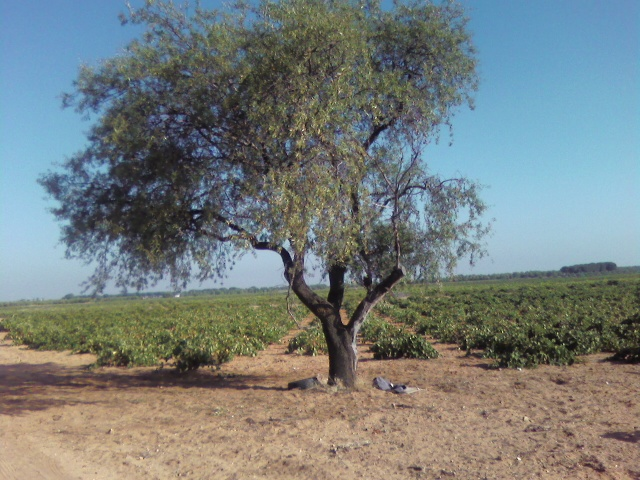
Amendoeira e vinha em "El pilón"